# Kassia
Kassia, srednjeveška skladateljica, * okrog 810, Konstantinopel, † 867.
Kassia je pomembna osebnost v zgodovini glasbe bizantinske Grčije. Bila je najpomembnejša himnograferka bizantinske dobe. Ko je postala prednica samostana v Konstantinoplu, je začela skladati za samostansko obredje in pisala liturgične in posvetne verze. Med njenimi deli je 49 liturgičnih napevov in himn.